# Scorpions World Tour 2002
Scorpions World Tour 2002 es la decimoséptima gira de conciertos a nivel mundial de la banda alemana de hard rock y heavy metal Scorpions. Comenzó el 7 de marzo de 2002 en el recinto Grand Lido Braco de Bahía Montego en Jamaica y culminó el 9 de noviembre del mismo año en el Torwar Hall de Varsovia en Polonia. Gracias a este tour, la banda tocó por primera vez en Jamaica y en las ciudades del extremo oeste de Rusia.

## Antecedentes
La gira comenzó el 7 de marzo de 2002 en Jamaica como parte de una fiesta privada, que se convirtió en su primera visita a dicho país. Luego entre marzo y abril dieron seis conciertos por Portugal, España y Rusia con un show mitad acústico y mitad eléctrico, similar a lo que ya habían hecho en Acoustica Tour en el año anterior. El 31 de mayo en Las Vegas (Nevada) iniciaron su primera visita por los Estados Unidos junto a Deep Purple y Dio, que contó con veintiséis fechas. En dichas presentaciones Dio estaba encargado de abrir los conciertos, mientras que Scorpions y Deep Purple eran los que cerraban, algunos días a cargo de los alemanes y otras de los británicos.
Durante los primeros días de julio dieron dos conciertos en Luxemburgo y dos más en Alemania. Mientras que el 10 de julio comenzaron la segunda visita por los Estados Unidos junto a Deep Purple y Dio, que culminó el 4 de agosto en Los Ángeles (California). El 2 de octubre en la ciudad rusa de  Ekaterimburgo iniciaron una serie de conciertos por varias ciudades del valle del Volga, la que se apodó como The Living Tour y que les permitió tocar incluso en las ciudades del extremo oeste de Rusia. Tras algunas fechas por Ucrania, Bielorrusia, Lituania y Letonia, la gira terminó el 9 de noviembre de 2002 en Varsovia.

## Listado de canciones
A lo largo de la gira la banda tocó tres listados diferentes, de acuerdo al lugar en que se presentaban. Durante la primera parte por Europa tocaron un listado mitad eléctrico y mitad acústico que incluyó las canciones «Is There Anybody There?», «Always Somewhere», «You and I», «Holiday», «When Love Kills Love», «Send Me an Angel», «Rhythm of Love» y la versión de Kansas «Dust in the Wind». Mientras que por su paso por los Estados Unidos junto a Deep Purple y Dio, tocaban un promedio de quince temas que incluyó el solo de guitarra de Matthias Jabs y el de batería de James Kottak, denominados «Six String Sting» y «Kottak Attack» respectivamente. Por su parte y durante la llamada The Living Tour, ampliaron el listado a cerca de veinte canciones en promedio.

## Fechas
| Fecha           | País           | Ciudad             | Recinto/Festival                    |
| Jamaica         | Jamaica        | Jamaica            | Jamaica                             |
| --------------- | -------------- | ------------------ | ----------------------------------- |
| 7 de marzo      | Jamaica        | Bahía Montego      | Grand Lido Braco                    |
| Europa          |                |                    |                                     |
| 16 de marzo     | Portugal       | Lisboa             | Pavilhão Atlântico                  |
| 18 de marzo     | Portugal       | Oporto             | Coliseu do Porto                    |
| 19 de marzo     | España         | Vigo               | Pabellón das Travesas               |
| 20 de abril     | Rusia          | San Petersburgo    | Ledovy Dvorest                      |
| 22 de abril     | Rusia          | Moscú              | Gran Palacio del Kremlin            |
| 23 de abril     | Rusia          | Moscú              | Gran Palacio del Kremlin            |
| Norteamérica    |                |                    |                                     |
| 31 de mayo      | Estados Unidos | Las Vegas          | Alladin Theater                     |
| 1 de junio      | Estados Unidos | Phoenix            | Cricket Pavilion                    |
| 2 de junio      | Estados Unidos | Albuquerque        | Journal Pavilion                    |
| 4 de junio      | Estados Unidos | Tucson             | AVA Amphitheater                    |
| 5 de junio      | Estados Unidos | El Paso            | Don Haskins Center                  |
| 7 de junio      | Estados Unidos | San Antonio        | Verizon Wireless Amphitheater       |
| 8 de junio      | Estados Unidos | Houston            | The Woodlands Pavilion              |
| 9 de junio      | Estados Unidos | Dallas             | Smirnoff Music Centre               |
| 11 de junio     | Estados Unidos | Indianápolis       | Verizon Wireless Music Center       |
| 12 de junio     | Estados Unidos | Cincinnati         | Riverbend Music Center              |
| 13 de junio     | Estados Unidos | Detroit            | DTE Energy Music Theatre            |
| 15 de junio     | Estados Unidos | Pittsburgh         | Post Gazette Pavilion               |
| 16 de junio     | Estados Unidos | Columbus           | Polaris Amphitheater                |
| 18 de junio     | Estados Unidos | Nashville          | AmSouth Amphitheater                |
| 19 de junio     | Estados Unidos | Atlanta            | Lakewood Amphitheater               |
| 21 de junio     | Estados Unidos | Charlotte          | Verizon Wireless Amphitheatre       |
| 22 de junio     | Estados Unidos | Virginia Beach     | Verizon Wireless Amphitheatre       |
| 23 de junio     | Estados Unidos | Wantagh            | Jones Beach Amphitheater            |
| 25 de junio     | Estados Unidos | Columbia           | Merriweather Post Pavilion          |
| 26 de junio     | Estados Unidos | Boston             | Tweeter Center                      |
| 28 de junio     | Estados Unidos | Gilford            | Meadowbrook Farm Theater            |
| 29 de junio     | Estados Unidos | Binghamton         | Summerstage                         |
| 30 de junio     | Estados Unidos | Holmdel            | PNC Bank Arts Center                |
| Europa II       |                |                    |                                     |
| 3 de julio      | Alemania       | Stuttgart          | Pabellón Hanns Martin Schleyer      |
| 5 de julio      | Luxemburgo     | Luxemburgo         | Centre National Sportif et Culturel |
| 6 de julio      | Luxemburgo     | Luxemburgo         | Plaza Guillermo II                  |
| 8 de julio      | Alemania       | Berlín             | Gendarmenmarkt                      |
| Norteamérica II |                |                    |                                     |
| 10 de julio     | Estados Unidos | Cleveland          | Tower City Amphitheater             |
| 12 de julio     | Estados Unidos | Chicago            | Tweeter Center                      |
| 13 de julio     | Estados Unidos | Walker             | Moondance Jam                       |
| 14 de julio     | Estados Unidos | Milwaukee          | Marcus Amphitheater                 |
| 16 de julio     | Estados Unidos | Moline             | MARK of the Quad Cities             |
| 18 de julio     | Estados Unidos | Cadott             | Cadott Rock Fest                    |
| 19 de julio     | Estados Unidos | Kansas City        | Sandstone Amphitheater              |
| 20 de julio     | Estados Unidos | San Luis           | UMB Bank Pavilion                   |
| 22 de julio     | Estados Unidos | Colorado Springs   | World Arena                         |
| 23 de julio     | Estados Unidos | Denver             | Red Rocks Amphitheatre              |
| 25 de julio     | Estados Unidos | Salt Lake City     | E Center                            |
| 26 de julio     | Estados Unidos | Boise              | Idaho Center                        |
| 28 de julio     | Estados Unidos | Concord            | Chronicle Pavilion                  |
| 30 de julio     | Estados Unidos | Reno               | Grand Sierra Resort                 |
| 31 de julio     | Estados Unidos | Kelseyville        | Konocti Harbor Resort               |
| 2 de agosto     | Estados Unidos | San Diego          | Coors Amphitheatre                  |
| 4 de agosto     | Estados Unidos | Los Ángeles        | Greek Theatre                       |
| Europa III      |                |                    |                                     |
| 6 de septiembre | Rumania        | Brașov             | Cerbul de Aur                       |
| 2 de octubre    | Rusia          | Ekaterimburgo      | Sports Palace                       |
| 4 de octubre    | Rusia          | Irkutsk            | Dvoretz Sporta Trud                 |
| 6 de octubre    | Rusia          | Vladivostok        | Fesco Hall                          |
| 8 de octubre    | Rusia          | Krasnoyarsk        | Yarygin Arena                       |
| 10 de octubre   | Rusia          | Novosibirsk        | Dvoretz Sporta Sibir                |
| 11 de octubre   | Rusia          | Tomsk              | Dvoretz Sporta                      |
| 13 de octubre   | Rusia          | Omsk               | Arena Omsk                          |
| 15 de octubre   | Rusia          | Ufá                | Ufa Arena                           |
| 16 de octubre   | Rusia          | Yaroslavl          | Arena 2000                          |
| 17 de octubre   | Rusia          | Perm               | DK Molot                            |
| 19 de octubre   | Rusia          | Náberezhnye Chelny | City Hall                           |
| 21 de octubre   | Rusia          | Nizhni Nóvgorod    | Dvoretz Sporta                      |
| 23 de octubre   | Rusia          | Samara             | MTL Arena                           |
| 25 de octubre   | Rusia          | Volgogrado         | Dvoretz Sporta                      |
| 27 de octubre   | Rusia          | Rostov del Don     | Dvoretz Sporta                      |
| 29 de octubre   | Ucrania        | Járkov             | Dvoretz Sporta                      |
| 30 de octubre   | Ucrania        | Dnipropetrovsk     | desconocido                         |
| 31 de octubre   | Ucrania        | Odesa              | Sports Palace                       |
| 5 de noviembre  | Bielorrusia    | Minsk              | Minsk Sports Palace                 |
| 7 de noviembre  | Lituania       | Vilna              | desconocido                         |
| 8 de noviembre  | Letonia        | Riga               | desconocido                         |
| 9 de noviembre  | Polonia        | Varsovia           | Torwar Hall                         |

## Músicos
- Klaus Meine: voz
- Rudolf Schenker: guitarra rítmica
- Matthias Jabs: guitarra líder y talk box
- Ralph Rieckermann: bajo
- James Kottak: batería